# Zilveren Orgel
Het historische Zilveren Orgel is een Forceville-orgel dat zich in de Onze-Lieve-Vrouwekerk van Broechem bevindt.

## Historie
Het orgel werd rond 1720 gebouwd in het koordoksaal van de Sint-Pauluskerk te Antwerpen. Na de Franse overheersing (1796-97) werd de kerk een parochiekerk en werd het orgel te koop aangeboden. Het kwam in de nieuwe Sint-Laurentiuskerk te Antwerpen, maar deze parochie kocht reeds in 1832 een nieuw orgel bij orgelmaker Theodoor Smet. Voor het Forceville-orgel vond Th. Smet snel een andere bestemming: de Onze-Lieve-Vrouwkerk van Broechem. In Broechem werd onder de oude orgelkast een nieuwe voet geplaatst, die de inbouw van een Positief moest mogelijk maken. Smet, en zijn opvolger H. Vermeersch voerden enkele kleine aanpassingen uit, maar nagenoeg het hele Forceville-instrument werd behouden. Er werd wel een tweede Positief toegevoegd, waardoor een tweeklaviers instrument ontstond.
Het Zilveren orgel werd grondig gerestaureerd (1993-1995) en herwon zijn barokke kracht en heldere klank. 

## Dispositie
| I Hoofdwerk C– |     |
| bourdon        | 16′ |
| montre         | 8′  |
| bourdon        | 8′  |
| prestant       | 4′  |
| flûte          | 4′  |
| octaaf         | 2′  |
| nasard         | 3′  |
| tierce         |     |
| fourniture III |     |
| cimbal III     |     |
| trompet        | 8′  |
| voix humaine   | 8′  |
| sexquialter II |     |
| cornet V       |     |

| II Positief C–      |    |
| montre              | 8′ |
| viola da gamba sup. | 8′ |
| gemshoorn sup.      | 8′ |
| bourdon             | 8′ |
| prestant            | 4′ |
| flute               | 4′ |
| flageolet           | 2′ |
| basson-hautbois     | 8′ |

- Koppels:
- Speelhulpen:

- In enkele panelen van de rugwand is mooi zaagwerk aangebracht voor het achterwaarts uitklinken van het orgel. Dit verwijst nog naar de eerste functie van het orgel in de Sint-Pauluskerk als koordoksaalorgel.

De huidige (2005) organist-titularis Bart Rodyns (afgestudeerd in het conservatorium van Antwerpen en Maastricht) is ook actief in de stuurgroep het Zilveren Orgel, een groep vrijwilligers achter het restauratieproject, die het orgel verder onderhouden en orgelconcerten organiseren.